# Ataúlfo Sánchez
Ataúlfo Sánchez Matulic (Zárate, Buenos Aires, 16 de marzo de 1934 – ibídem, 3 de febrero de 2015) fue un futbolista y entrenador argentino.
Fue jugador de Defensores Unidos de Zárate y Racing Club de Argentina, América y Necaxa de México, y San Diego Toros de Estados Unidos. En el América de México es considerado uno de los mejores porteros extranjeros de su historia, siendo apodado "Rey del Arco". Retirado, fue director técnico del Racing Club en 1970. También fue ayudante de Humberto Maschio en Independiente de Avellaneda

## Biografía
Nacido el 16 de marzo de 1934, Zárate, Buenos Aires, se inició en Club Atlético Defensores Unidos. Luego defendió la camiseta de Racing Club entre 1957 y 1961, donde ganó el Campeonato de Primera División 1958 y el Campeonato de Primera División 1961. Jugó también para el Club América de México entre 1962 y 1970, con un paso por Necaxa del mismo país en la temporada 1963-64. En América fue campeón de la Copa México en la temporada 1964-65 y de la Primera División de México en la 1965-66. Tuvo un breve paso por San Diego Toros de Estados Unidos, donde fue campeón de la División Pacífico, y subcampeón nacional. Disputó 22 partidos y solo recibió 19 goles. Era famoso también porque dejaba algodones en las canchas porque eran de tierra en aquel momento, y los ponía para marcar mejor las áreas y así poder tener varios puntos de referencias. Por esto, le pagaban una suma de dinero porque hacía una propaganda para ‘Chapulquete’, una empresa de algodones. Asistió al partido inaugural del Estadio Azteca, el 31 de mayo de 1966, cuando los entonces Cremas del América se enfrentaron al Torino de Italia. 
Uno de los mejores porteros extranjeros en toda la historia del fútbol mexicano, y después de Héctor Miguel Zelada, el mejor arquero argentino que haya jugado en el América. Ya retirado, fue entrenador de Racing Club durante 1970.
En 1973 asumió como director técnico junto a Humberto Maschio en Independiente de Avellaneda, donde ganó la Copa Interamericana 1973 y Copa Libertadores 1973.
Falleció el 3 de febrero de 2015 a los 80 años de edad, a causa de una larga enfermedad. Según dijo su hija, Adriana Sánchez: "Murió con una sonrisa".[cita requerida]

## Trayectoria
| Club              | País           | Año       | Partidos |
| ----------------- | -------------- | --------- | -------- |
| Defensores Unidos | Argentina      | 1951-1957 |          |
| Racing Club       | Argentina      | 1957-1961 | 11       |
| América           | México         | 1962-1963 |          |
| Necaxa            | México         | 1963-1964 |          |
| América           | México         | 1964-1967 |          |
| San Diego Toros   | Estados Unidos | 1968      | 22       |
| Racing Club       | Argentina      | 1969-1971 | 8        |
| Defensores Unidos | Argentina      | 1972      |          |

## Títulos como jugador
| Título                       | Club            | País           | Año  |
| ---------------------------- | --------------- | -------------- | ---- |
| Primera División Argentina   | Racing Club     | Argentina      | 1958 |
| Primera División Argentina   | Racing Club     | Argentina      | 1961 |
| Copa México                  | América         | México         | 1965 |
| Primera División de México   | América         | México         | 1966 |
| North American Soccer League | San Diego Toros | Estados Unidos | 1968 |

## Títulos como entrenador

### Títulos internacionales
| Título              | Equipo        | País     | Año  |
| ------------------- | ------------- | -------- | ---- |
| Copa Interamericana | Independiente | Honduras | 1973 |
| Copa Libertadores   | Independiente | Chile    | 1973 |